# Antoni Eiximeno i Pujades
Antoni Eiximeno i Pujades   (València, 26 de setembre de 1729 - Roma, 9 de juliol de 1809) va ser un dramaturg, poeta i novel·lista valencià.
Ingressà en la Companyia de Jesús el 15 d'octubre del 1745. Després va ser professor de retòrica al Seminari de Nobles de València i de matemàtiques al Col·legi de Sant Pau de la susdita ciutat.A Saragossa estudià filosofia entre els anys 1747 i 1750, i posteriorment humanitats a Sogorb. El 2 de febrer del 1763 fou ordenat sacerdot a València. Va ser director d'estudis i docent de matemàtiques a l'Acadèmia d'Artilleria de Segòvia, inaugurada solemnement el 16 de maig del 1764. Es traslladà a Roma arran de l'expulsió de l'orde d'Espanya en 1767 i ingressà a l'Accademia degli Arcadi de Roma. Va escriure obres de temàtica molt diversa; teoria de la música, tractats de matemàtiques, estudis sobre Cervantes i Lo spiritu de Macchiavelli (1795), un elogi sobre Nicolau Maquiavel que va ser prohibit per la inquisició espanyola.
Destacà en la teoria de la música, la seva obre principal  Dell'origine della musica, colla storia del suo progresso, decadenza e rinnovazione (Roma 1774) suscità una forta polèmica amb Giovanni Battista Martini. Eiximeno fou el portaveu a Itàlia de les doctrines estètiques de Rousseau i s'oposà a les doctrines científiques proposades per Rameau, Tartini, Euler i d'Alembert. També va escriure una novel·la satírica Don Lazarillo Vizcardi (no publicada fins al 1872), poesies en castellà i llatí i textos dramàtics. En les seves obres introdueix consideracions sobre literatura, particularment sobre teatre barroc.
Entre 1798 i 1801 tornà a València, però de bell nou fou desterrat per Carles IV, per la qual cosa hagué de viure els seus darrers anys de vida a Roma, on va morir el 9 de juliol del 1809.

## Algunes obres
- Dell'origine e delle regole della musica colla storia del suo progresso, decadenza, e rinnovazione. Roma, Michel'Angelo Baribiellini, 1774.
- Del Origen y reglas de la música, con la historia de su progreso, decadencia y restauración. Traduïda per Francisco Antonio Gutiérrez, Madrid, Impremta Reial, 1796, 3 volums.
- Institutiones Philosophicae Et Mathematicae: Volumen I, Dialecticam Et Rerum Quas Vulgo Metaphysicas Vocant Libros Tres Priores Madrid: Impremta Reial, 1796.
- Institutiones Philosophicae Et Mathematicae: Volumen II, Rerum Quas Vulgo Metaphysicas Vocant Libros Tres Posteriores Complectens.
- Lo spirito del machiavelli. 1795.
- Duda de D. Antonio Eximeno sobre el ensayo fundamental práctico de contrapunto del M. R. P. M. Fr. Juan Bautista Martini. Traduïda al castellà per Francisco Antonio Gutiérrez. Madrid: Imp. Reial, 1797.
- Don Lazarillo Vizcardi. Sus investigaciones músicas con ocasión del concurso a un Magisterio de Capilla Vacante... Dalas a luz la Sociedad de Bibliófilos Españoles, Madrid, Impremta de Rivadeneyra, 1872 i 1873, 2 volums. (novel·la).
- Apología De Miguel De Cervantes Sobre Los Yerros Que Se Han Notado En El Quijote..., Madrid, 1806.
- Autobiografía inédita, edició de Daniel Devoto, Buenos Aires, 1949.